# Тусио (Л'Аквила)
Тусио (итал. Tussio) је насеље у Италији у округу Л'Аквила, региону Абруцо.
Према процени из 2011. у насељу је живело 138 становника. Насеље се налази на надморској висини од 857 м.